# Fredskovsforordningen
Fredskovsforordningen er en forordning etableret af Christian 7. i 1805, der omfatter alle skove, der er karakteriserede som fredskov. Formålet med forordningen var dels at øge skovarealet dels at bevare det eksisterende, idet, Danmark på daværende tidspunkt kun var dækket af 4% skov. Forordningen var et led i de store landboreformer:17.
I fredskoven er det ikke de enkelte træer, der er fredede, men selve skoven, så der skal nyplantes, hvis træer fældes, uanset hvordan fældningen foregår. Skovejer har således pligt til retablering af skoven efter stormskader. De fleste private skove og alle offentlige skove er fredskov og  ejerne er forpligtet til at anvende arealerne til skovbrugsformål og til at dyrke dem efter skovlovens krav om god og flersidig skovdrift.
Sårbare naturtyper i fredskovsområder, f.eks. vandhuller, moser, enge eller heder, skal bevares og må hverken opdyrkes eller afvandes. Der må højst dyrkes  juletræer og pyntegrønt på ti procent af skovens areal, for at  opfylde kravet om alsidighed.
Skovloven regulerer anvendelsen af fredskove.